# 深圳清华实验学校
深圳清华实验学校（Tsinghua Experimental School in Shenzhen）是一所于2002年至2016年期间存在的国有民办制学校。位于广东省深圳市宝安区，由清华大学附属中学、清华大学附属小学、深圳清华大学研究院联合创办， 是清華大學的「藝術教育基地」、「科技教育基地」、「美術學院生源基地」和「體育特長生培養基地」。學校依山而建，景色優美、建築紅白端莊，綠化率達100%。2016年后各方停止共建，学校由桃源居实业（深圳）集团有限公司接手，并更名「深圳市桃源居中澳实验学校」。

## 历史
2001年，清华大学附属中学、清华大学附属小学、深圳清华大学研究院、深圳航空城（东部）实业有限公司在深圳市联合创办了深圳清华实验学校，学校性质为国有民办，开设一至十二年级的课程，是清華大學在外地興辦實行走讀寄宿的唯一基礎教育學校。8月10日簽訂合作意向書，9月29日舉行正式簽約儀式。学校设立理事会，其成员由清华大学及清华大学附属中学、清华大学附属小学的专家和深圳航空城（东部）实业有限公司的管理人员组成。学校校长由清华大学调派，最终决定由时任清华大学附属中学副校长的周杰女士（現昆明西南聯大研究院附屬學校校長）出任深圳清华实验学校校长。當年春季学校第一期工程开始动工，4月5日打下第一根樁，12月21日舉行奠基儀式。
2002年，4月10日招生工作在鄰近社區桃源居售樓處開始進行，8月28日學校首期工程驗收完成，總共歷時146天，9月1日正式開學。由於當時校舍設施並未完全落成，校方決定全校半數教師率1,600餘名新生赴「深圳國防教育基地」參加為期9日的軍訓，9月10日正式舉行開學典禮。時任多明尼加教育部部長羅斯福·斯凱里特參訪學校，是學校接待的第一名外國來賓。10月，教職工成立「深圳清華實驗學校工會」。12月，舉行首次「校園開放日活動」面向社會大眾開放參觀。
2003年，舉辦首屆「國際語言村」，近500名學生參加，是全市最盛大的英文夏令營活動。8月，時任清華大學校長顧秉林視察參觀學校，向剛剛成立的學校進行工作指導。7月，在「2003年全國『建橋』杯射擊比賽」中學校射擊隊第一次代表比賽中舉取得四項冠軍。10月學校第二期工程竣工高。11月13日，學校於大操場舉辦首屆田徑運動會。
2004年，學校招生首破5,000人
2006年，學校迎接首次高考，有兩人考入清華大學，高考進步率及本科進步率皆列寶安區第一。11月20日第一次承辦寶安區中小學生田徑運動會。
2007年，學校晋升“广东省一级学校”。5月舉行五週年校慶典禮，出版紀念文庫《清韻》，
2008年，學校向汶川大地震捐款總計83萬元供災區重建及災民善後工作，並接收災區學生。學校學生人數破7,000人。
2009年，學校獲得「全國優秀民辦中小學」稱號。
2012年，學校十週年校慶，由校長周杰主編出版紀念文集《華年》和《成長》（Growth）。同年深圳清华实验学校因学校举办者权益比例不符合法律要求，被深圳市民间组织管理局勒令整改，整改期限为三年。
2013年，高中部本科（含重本）升學率達歷史最高——30%。
2016年，整改期限已满但学校仍不符合法定要求，经过深圳市人民政府、宝安区人民政府多个部门协调，各方停止共建；学校由桃源居实业（深圳）集团有限公司接手负责，性质变更为民办学校，并更名为「深圳市桃源居中澳实验学校」。

## 學部
學校早年僅僅分為小學部以及中學部。隨著不斷發展，2005年將中學部細拆分為初中部以及高中部，最後於2008年確立學校「四部」基本架構，各學部介紹如下：
公立部
公立部是由宝安区教育局委托学校举办的，为学校所在的“桃源居社区”居民提供义务教育学位。该部可细分为“公立小学部”和“公立初中部”，共开设一至九年级。
双语部
双语部又称民办部，在当时的办学特色为聘请外教教学，为学生提供中文和英语双语教学环境，亦有和加拿大教育机构合作开设的“中加班”。该部可细分为“双语小学部”和“双语初中部”，共开设一至九年级。
高中部
高中部又簡稱「普高」，开设十至十二年级的课程，负责教学准备参加普通高考的学生，该部亦是清华大学“美术学院生源基地”。
海外部（International School Section, ISS）
海外部又称国际部，是學校最「年輕」的學部，成立於2003年。以「世界眼光，中國情懷」為使命，该部主要为计划出国留学的学生提供教育服务，亦开办港人子弟、台商子女教学班。該部可細分為「海外部小學」、「海外部初中」和「海外部高中」，共開設一至十二年級。學部特色活動包括每年6月1日舉行的School Fair園遊活動，學生必須使用英文進行交易活動，並有「語言警察」負責對違規的學生進行「罰款」、10月舉行萬聖節裝扮環校遊行和12月耶誕節期間舉行活動，更有「英文戲劇節」供學生展現自我及培養雙語能力。

## 教學樓
各個學部分別擁有不同的教學位置，教學樓（Teaching Building）互相連通。建築命名以清華大學教授、學者為主，稱為「苑」旨在銘記先賢、立志明德。
海外部
- 振寧苑（楊振寧）
- 學森苑[註 8]（錢學森）

雙語部
- 卓如苑（梁啟超）
- 靜安苑（王國維）

高中部
- 寅恪苑（陳寅恪）
- 宜仲苑（趙元任）

公立部
- 慶來苑（熊慶來）
- 鍾書苑（錢鍾書）

## 道路和校門
學校面積龐大，是全市最大型的民辦學校之一，當中有六條主要校園道路連接各個學部教學區。校門方面除主校門外，建有設計風格類似二校門澄心門（公立部教學區旁）門前有「水木清華」花壇，台階兩側為校訓，掛有學校書法校名直式牌匾以及中學部的入口洞心門（體育館旁）。
學府路（Xue Fu Road）
為學校連接桃源居社區的側門道路，於2004年落成，初為臨時通道。沿道路兩側放置102名古今中外名人簡介，地面鋪有2004年在校學生所印製的腳印花崗岩地磚，側門鐵閘設計為一本翻開的碩大書本，門上則書：「書山有路勤為徑，學海無涯苦作舟」的對聯。 
環東路及環西路（Huan Dong and Huan Xi Road）
以澄心門為分界起點，東西向分別通往位於平巒山處的海外部以及中學部。
思成路（Si Cheng Road）
以著名建築師、清華大學建築系創辦人梁思成先生命名，是體育館和圖書館之間的道路。
馬約翰路（Ma Yuehan Road）
以運動員、清華大學教授、前體育部主任馬約翰先生命名，是運動場觀禮臺後方，卓如苑、寅恪苑及宜仲苑前的道路。
自淸路（Zi Qing Road）
以著名作家、清華大學中國文學系教授朱自清先生命名。是由清韻廣場至澄心門的一段道路。
環校跑活動
每年學校會利用校園道路在下午時段進行教職工環校跑，路線以清風廣場為起點經環西路、大操場和環東路回到起點。

## 主要設施
行政樓
是總校領導辦公和全體教師舉行會議的行政場所。樓前為清風廣場（Qing Feng Square），設有噴水池以及停車場，兩側草坪放置了若干名人銅像以及簡介。 
圖書館
是學校藏書（藏書量約十萬）供師生閱覽的地方，館長為王瓊女士。建築總面積3500平方公尺，可同時容納1000餘名讀者。位於環西路與思成路下段之間，建築連接信息樓。館前為清韻廣場（Qing Yun Square），設置刻有象徵深圳清華實驗和北京清華兩校一脈相承、科學及城市發展的三幅牆壁雕刻，正中為學校校徽的噴水池。廣場中央則為中國地圖花壇。 
植物園
是供學生休憩、研究生物科學的山水式花園。位於圖書館旁山坡上，被卓如苑、信息樓和圖書館所包圍，分別於思成路及環西路各有出入口。內部景觀雅緻，湖泊、樹木花草齊備，放置有朱自清先生的座像及簡介碑文。 
體育館 （Gymnasium）
又稱「文體中心」，位於思成路上端。為學校舉辦大型慶祝活動以及室內體育賽事場所。 操場/運動場
學校設有兩處大小操場，皆位於環東路旁。面積較小的操場主要供公立部使用，其環東路對側則有籃球場。而面積較大的操場（大操場）則為學校舉辦田徑運動會及升旗典禮的地方。設置有觀禮台、器材室、醫務室、單槓場、跳遠沙坑、鉛球場以及400公尺跑道，鄰近馬約翰路。
多功能廳 A
簡稱「多A」，又稱「影視演藝中心」。位於公立部操場旁，為學校舉行會議聯歡活動、戲劇表演的另一處雙層禮堂，連接慶來苑和鍾書苑。
多功能廳 B
簡稱「多B」，位於環西路末端，為面積較小的學部禮堂，連接寅恪苑。
多功能廳 C
簡稱「多C」，位於海外部教學和生活區內。為階梯式禮堂，可供學部進行考試、週五集會，連接學森苑。
科學樓及信息樓
位於澄心門環西路一側，科學樓內部設置各式藝術文化、社團中心。而信息樓連接圖書館，內部設有各種媒體、電腦電子資訊設施，學校校園電視「清風電視臺 （页面存档备份，存于）」（QFTV）便在此進行製作放送。
海外部文體中心（ISS Arts&Sports Center）
於2014年落成，為海外部附屬設施，同時是深圳清華實驗學校最後所興建的建築工程。建築高19.95公尺，佔地1,395平方公尺，內部設置跆拳道、射擊、武術、健身、羽毛球以及音樂舞蹈室，外部則有網球場及籃球場。
錦饈廳（Jin Xiu Cafeteria）
位於大操場旁，主要供山上宿舍區寄宿學生使用的食堂，設置有教師餐廳。2016年後改建為「科創信息中心」。 
味源廳（Cafeteria）
位於山下（溫馨家園）生活區內，供山下生活區住宿學生使用，亦設置有教師餐廳。

## 生活區
學校除為海外部、雙語部以及高中部學生提供寄宿，更建有教職工宿舍紫燭齋。學生生活區（Living Area）主要分為兩大片區，分別位於山上及山下鄰近各學部教學區。
山上生活區
位於海外部區域，主要供該部學生使用。
- 留學生公寓（International Students Apartment)
- 凌志樓
- 明德樓
- 紫雲齋[註 18]

山下（溫馨家園）生活區
位於清風廣場左側，主要供雙語部以及高中部使用。小學宿舍樓圍院大門書東晉詩人謝混所作：「景昃鳴禽集，水木湛清華」的詩句（遊西池）
- 成志樓

- 明禮樓

- 弘志樓

- 銘志樓

## 「清華」文化記憶
學校環境鍾靈毓秀，秉持「水木清華」的文化底蘊，強調「清華（實驗）人」身分。因此學校在校園裡放置許多有關「清華」象徵的裝飾物，有多功能廳 B前的「行勝於言」校風石雕日晷、洞心門旁的「自強不息，厚德載物」校訓、2008屆高中部高三全體師生致贈母校的「秋實」石碑，上面刻有清實的校徽、清華大學校徽校歌石碑、以「靜」（靜而可思，思而得智）、「善」（服膺守善，善心無遠）、「索」（致知窮理，學古探微）為主題的箴言石......
2016年學校更名前，各學部教學樓均會在外牆以直書中英文書寫樓宇名稱，並於之上掛上藍底的清實白校徽圖案。行政樓門旁放置清華大學二校門浮雕，學校領導、外賓來訪一般於此進行合影。家校聯絡手冊每頁上印有清華大學相關人物、其他名人的名言。 

## 现状
2016年学校正式更名为“深圳市桃源居中澳实验学校”，桃源居实业（深圳）集团有限公司投入了大量资金进行校园改造升级，一方面将学校旧有建筑上的“清华”字样及标识一并抹去，另一方面为学校修建了新的教学楼、科技楼等改善教学环境。而桃源居社区居民在学校改制更名后，因为公立部和民办部教学资源不公、学校扩建侵占社区公共用地等问题，呼吁将公立部脱离「桃源居中澳实验学校」管理，独立办成公立學校。